# Hans Grade

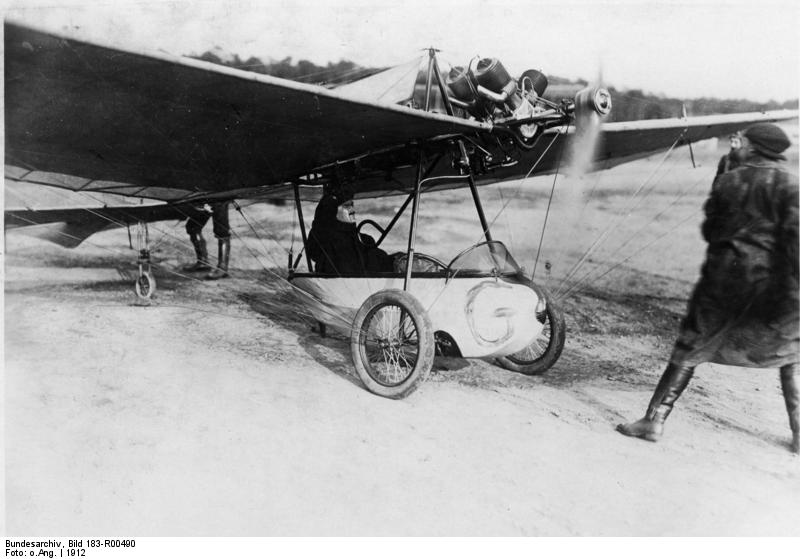
Hans Grado antes del despegue de 1912.

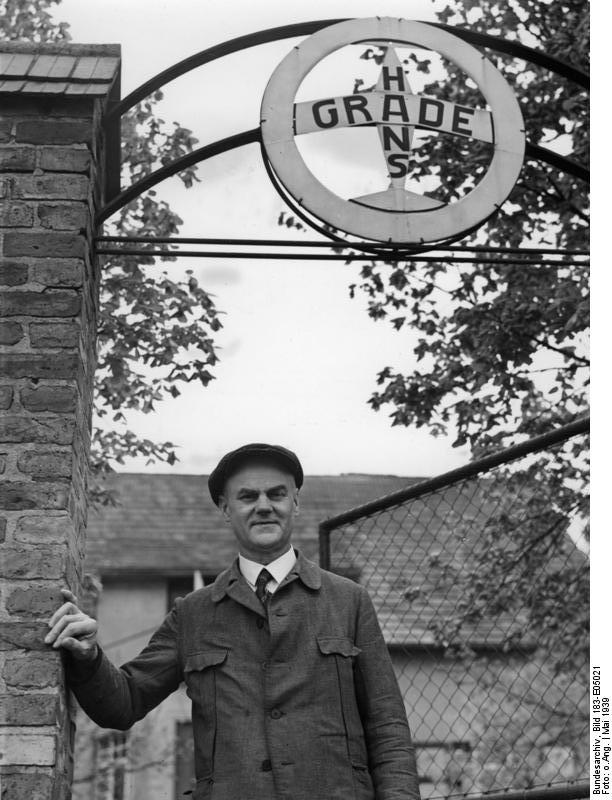
Grado en su casa, en 1939.

Hans Grado (17 de mayo de 1879 - 22 de octubre de 1946) fue un alemán pionero de la aviación.
Hans Grado nació en Köslin, Pomerania. El 28 de octubre de 1908 se realizó con éxito el primer vuelo sobre suelo alemán en un triplano en una aeronave de su propia construcción en Magdeburgo.